# Короваї (мова)
Короваї — папуаська мова, якою розмовляє народ короваї, що проживає у провінції Папуа в Індонезії. За даними 2007 року носіями коровайської мови було 3500 осіб.